# Tjalfiella
Tjalfiella is een geslacht van ribkwallen uit de klasse van de Tentaculata.

## Soort
- Tjalfiella tristoma Mortensen, 1910